# Vandenesse
Vandenesse település Franciaországban, Nièvre megyében. Lakosainak száma 293 fő (2022. január 1.). Vandenesse Moulins-Engilbert, Rémilly, Isenay, Limanton, Montaron, Préporché, Saint-Honoré-les-Bains és Sémelay községekkel határos.

## Népesség
A település népessége az elmúlt években az alábbi módon változott:
| Lakosok száma | 338  | 336  | 326  | 309  | 297  | 298  | 299  | 298  | 293  |
|               | 2013 | 2015 | 2016 | 2017 | 2018 | 2019 | 2020 | 2021 | 2022 |